# Richard S. Molony
Richard Sheppard Molony (* 28. Juni 1811 in Northfield, New Hampshire; † 14. Dezember 1891 in Humboldt, Nebraska) war ein US-amerikanischer Politiker. Zwischen 1851 und 1853 vertrat er den Bundesstaat Illinois im US-Repräsentantenhaus.

## Werdegang
Nach einem Medizinstudium an der Dartmouth Medical School in Hanover und seiner 1838 erfolgten Zulassung als Arzt begann er in Belvidere (Illinois) in diesem Beruf zu praktizieren. Gleichzeitig schlug er als Mitglied der Demokratischen Partei eine politische Laufbahn ein. Im Juni 1852 war er Delegierter zur Democratic National Convention in Baltimore, auf der Franklin Pierce als Präsidentschaftskandidat nominiert wurde.
Bei den Kongresswahlen des Jahres 1850 wurde Molony im vierten Wahlbezirk von Illinois in das US-Repräsentantenhaus in Washington, D.C. gewählt, wo er am 4. März 1851 die Nachfolge von John Wentworth antrat. Da er im Jahr 1852 auf eine erneute Kandidatur verzichtete, konnte er bis zum 3. März 1853 nur eine Legislaturperiode im Kongress absolvieren. Diese waren von den Diskussionen um die Frage der Sklaverei geprägt.
Nach dem Ende seiner Zeit im US-Repräsentantenhaus zog Richard Molony nach Humboldt in Nebraska, wo er zwischen 1866 und 1891 in der Landwirtschaft arbeitete. Im Jahr 1882 lehnte er aus gesundheitlichen Gründen die Nominierung für die Wahlen zum US-Senat ab. 1884 war er noch einmal Delegierter beim Bundesparteitag der Demokraten in Chicago. Er starb am 14. Dezember 1891 in Humboldt.